# Energía primaria

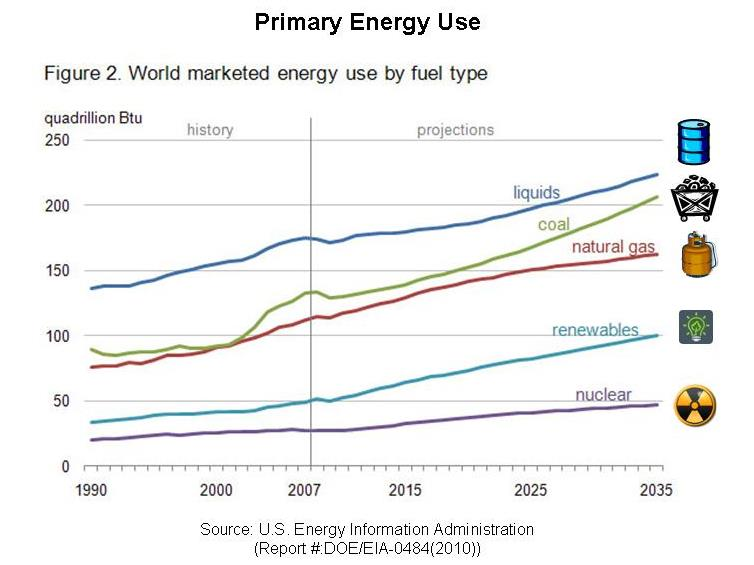
Pronóstico de Energía primaria

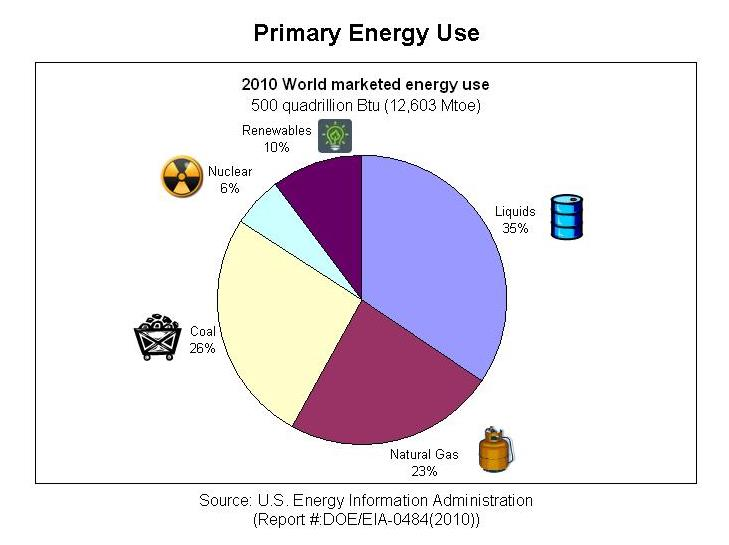
Energía primaria del mundo 2010

Una fuente de energía primaria es toda forma de energía disponible en la naturaleza antes de ser convertida o transformada. Consiste en la energía contenida en los combustibles crudos, la energía solar, la eólica, la geotérmica  y otras formas de energía que constituyen una entrada al sistema. Si no es utilizable directamente, debe ser transformada en una fuente de energía secundaria (electricidad, calor, etc.).
En la industria energética se distinguen diferentes etapas: la producción de energía primaria, su almacenamiento y transporte en forma de energía secundaria, y su consumo como energía final.
Así, por ejemplo, la energía mecánica de un salto de agua es transformada en electricidad y al llegar al usuario final ésta puede ser empleada para diferentes usos (iluminación, producción de frío y calor, etc). A nivel del usuario todas las formas de energía son, pues, sustituibles. Esta serie de transformaciones implican una cadena energética concreta, como por ejemplo la que se da en la cadena petrolífera: extracción, transporte, refinado y distribución. Cada transformación se caracteriza por su rendimiento, siempre inferior a 1 debido a las pérdidas inherentes al proceso.
El concepto se utiliza especialmente en estadística energética en el transcurso de la compilación de balances energéticos. Sin embargo, se suele identificar con energía primaria la energía que resulta de la primera transformación (como por ejemplo el calor nuclear, la electricidad eólica o hidráulica) y como energía final la que llega finalmente al usuario (en el contador) pues son para las que se dispone de datos.

## Definiciones
La CEPAL, en el documento "Sostenibilidad energética en América Latina y el Caribe: El aporte de las fuentes renovables" define la Energía primaria como:

...los recursos naturales disponibles en forma directa o indirecta que no sufren ninguna modificación química o física para su uso energético. Las principales fuentes normalmente consideradas por los balances energéticos de los países de América Latina y el Caribe son: petróleo, gas natural, carbón mineral, hidroelectricidad, leña y otros subproductos de la leña, biogás, geotérmica, eólica, nuclear, solar y otras primarias como el bagazo y los residuos agropecuarios o urbanos.

Debe diferenciarse entre disponibilidad potencial y disponibilidad efectiva. Así, por ejemplo, una determinada cuenca hidrográfica tiene, por sus características físicas y la precipitación pluviométrica sobre ésta, un determinado potencial hidroeléctrico, pero si no se construye una central hidroeléctrica, esa energía no podrá ser aprovechada.
El considerar la hidroelectricidad como energía primaria es una convención, ya que en realidad lo que se dispone en una central hidroeléctrica es una energía mecánica que se transforma en electricidad a través de una modificación física. Lo mismo puede decirse de la energía nuclear, en la que los materiales radioactivos producen calor que luego es transformado en electricidad mediante turbinas y generadores, a través de procesos físicos como la evaporación del agua.
Complementariamente define a la Energía secundaria como:

... conjunto de productos energéticos que han sufrido un proceso de transformación química o física, que los hace más aptos para su utilización final. Por lo general se consideran como productos secundarios: fuel oil (también denominados petróleos combustibles o búnker), diésel oil (o gas oil), gasolinas (de  diferentes octanajes, con o sin plomo), keroseno, gas licuado de petróleo (GLP), gasolina y keroseno de aviación, naftas, gas de refinería, electricidad, carbón vegetal, otros gases, coque, gas de alto horno.

De estas definiciones se deriva que la Oferta total de energía se entiende como la cantidad de energía (primaria y secundaria) disponible para satisfacer las necesidades energéticas de un país, tanto en los procesos de transformación como en el consumo final.
Por tanto:
Oferta Total = Producción + Importación – Exportación +/- Variación de inventarios – Energía no aprovechada

## Unidades
Con el fin de permitir las comparaciones, todos los tipos de energía son expresados en una misma unidad. Ésta puede ser, el Gigajulio (GJ), el megavatio-hora (Mwh) o la tonelada equivalente de petróleo (tep). Como los yacimientos de petróleo o carbón pueden tener características diferentes, existe una convención para pasar de una unidad energética a otra:
1 tep = 41,855 GJ = 11,628 MWh = 1 000 m3 de gas = 7,33 barriles de petróleo

## Formas de energía primaria
Las formas de energía primaria son las siguientes:
- Energía humana y animal: energía mecánica de tracción animal.
- Energía mecánica de origen natural.
  - Energía hidráulica (cursos y caídas de agua) transformada en energía mecánica (molinos) o eléctrica (central hidroeléctrica).
  - Energía mareomotriz (mareas) transformada en energía eléctrica en las centrales mareomotrices.
  - Energía eólica (viento) transformada en energía mecánica (molinos, veleros...) o electricidad (aerogeneradores).
- Energía química: transformación en calor (energía térmica) por combustión, y en electricidad. La cogeneración consiste en la producción simultánea de calor y electricidad. Los combustibles pueden también accionar motores.
  - Combustibles minerales:
    - Combustibles minerales sólidos: carbón, lignito.
    - Hidrocarburos: gas natural, petróleo.

  - Explosivos: energía no controlada
  - Biomasa: madera, productos y desechos vegetales formados de materia orgánica, transformados en combustibles diversos: madera y derivados, biodiésel, biogás, metanol, etanol. Es también conocida como dendroenergía, definida por la FAO como... "energía forestal): toda la energía obtenida a partir de biocombustibles sólidos, líquidos y gaseosos primarios y secundarios derivados de los bosques, árboles y otra vegetación de terrenos forestales. La dendroenergía es la energía producida tras la combustión de combustibles de madera como leña, carbón vegetal, pellets, briquetas, etc., y corresponde al poder calorífico neto (PCN) del combustible"[3]
- Energía nuclear:
  - Fisión: radiactividad del uranio y del plutonio aprovechada en forma de calor. La energía eléctrica producida a partir de ese calor tiene aproximadamente un rendimiento del 33%.
  - Fusión: aún en estado experimental (véase ITER).
- Energía solar: radiación solar transformada en calor (energía solar térmica) o electricidad (energía solar fotovoltaica).
- Energía térmica terrestre:
  - Geotérmica

Los combustibles como el carbón, el petróleo o el gas natural son utilizados asimismo como materia prima en la industria química: petroquímica, fertilizantes y en la industria de la construcción y las obras públicas.

## Matriz de oferta total de energía primaria en América Latina y España
La Oferta Total de Energía Primaria (OTEP) para la región latinoamericana en el año 2000 se presenta a continuación.
| --               | Petróleo | Gas Natural | Carbón | Nuclear | Biomasa no Renovable | Renovables |
| Centroamérica    | 29.6     | --          | 1.7    | --      | 21.0                 | 47.7       |
| Caribe I         | 50.5     | 43.0        | --     | --      | 1.1                  | 5.4        |
| Caribe II        | 56.3     | 4.2         | 0.4    | --      | 3.7                  | 35.4       |
| Comunidad Andina | 49.9     | 27.7        | 1.9    | --      | 0.8                  | 19.7       |
| España           | 48.8     | 23.8        | 7.9    | 10.5    | --                   | 9.4        |
| Mercosur y Chile | 43.1     | 17.2        | 6.0    | 1.0     | 2.8                  | 29.9       |

Los datos de España son de 2010 (IDAE).
Caribe I comprende los siguientes países: Barbados, Suriname, Guyana, Granada, Trinidad y Tobago, y Jamaica.
Caribe II comprende los siguientes países: Cuba, República Dominicana, y Haití